# Bulbophyllum perparvulum
Bulbophyllum perparvulum là một loài phong lan thuộc chi Bulbophyllum.